# Bovinis
Els bovinis (Bovini) són una tribu de bòvids grossos a molt grossos, que inclouen animals de gran importància econòmica pels humans com ara els bous, els búfals asiàtics domèstics i els iacs, així com parents asiàtics més propers i bòvids lliures com el búfal africà i el bisó americà.

## Taxonomia
- Família Bovidae
  - Subfamília Bovinae
    - Tribu Bovini
      - Gènere Bubalus
        - Búfal asiàtic domèstic, Bubalus bubalis
        - Anoa de plana, Bubalus depressicornis
        - Anoa de muntanya, Bubalus quarlesi
        - Anoa de les Filipines, Bubalus mindorensis

      - Gènere Bos
        - Ur, Bos primigenius (extint)
        - Banteng salvatge, Bos javanicus
        - Gaur, Bos gaurus
        - Iak, Bos mutus
        - Bou, Bos taurus (cada cop més se'l considera una subespècie de Bos primigenius)
        - Couprei, Bos sauveli

      - Gènere Pseudonovibos
        - Pseudonovibos spiralis (no està demostrat que existeixi)

      - Gènere Pseudoryx
        - Pseudoryx nghetinhensis

      - Gènere Syncerus
        - Búfal africà, Syncerus caffer

      - Gènere Bison
        - Bisó americà, Bison bison
        - Bisó europeu, Bison bonasus
        - Bisó estepari, Bison priscus (extint)

      - Gènere Pelorovis †
        - P. antiquus
        - P. howelli
        - P. oldowayensis
        - P. turkanensis